# Ганнес Бок
Ганнес Бок (англ. Hannes Bok), псевдонім Вейна Френсіса Вударда (UK [ˈwʊdɑrd], US [ˈwʊdərd]; 2 липня 1914 — 11 квітня 1964) — американський художник та ілюстратор, а також астролог-любитель і автор фентезійної прози та поезії. Він намалював майже 150 обкладинок для різноманітних науково-фантастичних, фентезі та детективних журналів, а також написав сотні чорно-білих ілюстрацій інтер'єру. Твори Бока прикрашали сторінки календарів і ранніх фан-зинів, а також суперобкладинки таких видавництв, як Arkham House, Llewellyn, Shasta Publishers і Fantasy Press. Його картини досягли високої якості світла завдяки використанню важкого процесу глазурування, якому навчив його наставник Максфілд Перріш. У 1953 році Бок отримав одну з премій Г'юго за досягнення в галузі наукової фантастики (найкращий художник обкладинок).

## Життя і кар'єра
Вейн Вудард (ім'я іноді помилково передають як «Вудворд») народився в Канзас-Сіті, штат Міссурі. Його батьки розлучилися, коли йому було п'ять років; а його батько й мачуха, суворі дисциплінарники, перешкоджали його творчим зусиллям. Після закінчення середньої школи в Дулуті, штат Міннесота, Бок припинив спілкування з батьком і переїхав до Сіетла, щоб жити з матір'ю. Там він став активним фандомом науково-фантастичної тематики, включаючи публікацію та ілюстрацію фанзинів. Саме у зв'язку з цією діяльністю він придумав свій псевдонім, спочатку «Ганс», потім «Ганнес», Бок. Псевдонім походить від Йоганна Себастьяна Баха (чиє ім'я можна перекласти як «Йоганн С. Бах», так і «Йоганнес Бах»).

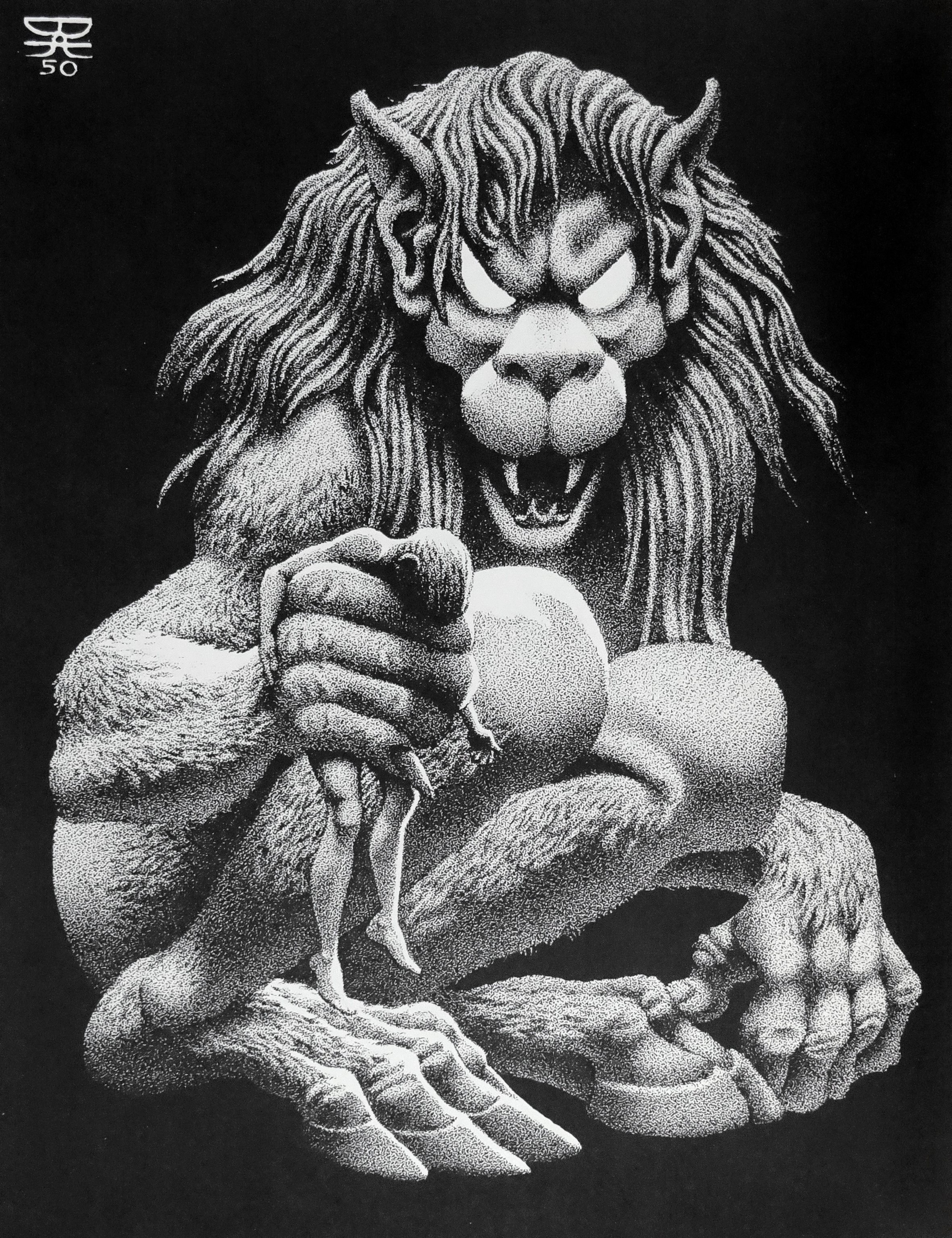
Ілюстрація Ханнеса Бока для друку «Моделі Пікмана» у грудневому випуску Famous Fantastic Mysteries за грудень 1951 року

У 1937 році Бок переїхав до Лос-Анджелес, де познайомився з Реєм Бредбері. У 1938 році він переїхав до Сіетла, де працював у W.P.A. і познайомився з такими художниками, як Марк Тобі і Морріс Ґрейвс. Наприкінці 1939 року Бок переїхав до Нью-Йорка, щоб бути ближче до редакторів та журналів, які публікували б його роботи, і де він став членом впливового товариство любителів наукової фантастики Futurians. Бок листувався з Максфілдом Паррішем (1939?) і зустрічався з ним. Вплив мистецтва Перріша на творчість Бока очевидно в його виборі тематики, використанні кольору і нанесенні глазурі.
За словами його друзів Форреста Дж. Акермана та Еміля Петахи, Бок був геєм. Елементи еротичної фантазії його творів, особливо оголених чоловіків, демонструють гомоеротичні відтінки, незвичні для того часу. Початкові розділи його роману «За золотими сходами» натякають на сексуальні стосунки між двома в'язнями, героєм Джоном Гіббертом і гангстером Френком Скарлатті.
Подібно до свого сучасника Вірджила Фінлі, Ганнес Бок зайнявся комерційним мистецтвом і домігся початкового кар'єрного успіху як художник «Дивних казок»- хоча зробив він це завдяки одному з найдивніших подій в історії наукової фантастики і фентезі. Влітку 1939 року Рей Бредбері повіз зразки творчості Бока на схід, щоб представити роботи свого друга редакторам журналів на першому Всесвітньому з'їзді наукової фантастики. Це був сміливий крок, оскільки Бредбері був Неофітом, який не мав нічого спільного з комерційним мистецтвом чи журнальною індустрією; але це відображає тісні зв'язки всередині фанатської та професійної спільноти. На той час Бредбері був 19-річним продавцем газет, і він позичив кошти на поїздку у свого колеги-любителя наукової фантастики Форреста Дж. Акермана. Бредбері досяг успіху; Фарнсворт Райт, редактор Weird Tales, прийняв роботи Бока, які дебютували в грудневому номері "Weird Tales"за 1939 рік. Більш ніж в 50 номерах журналу до березня 1954 року були опубліковані роботи Бока, виконані пером і чорнилом. Бок також виконав шість кольорових обкладинок для Weird Tales у період з березня 1940 по березень 1942 року.Weird Tales також опублікували п'ять оповідань Бока і два його вірші в період з 1942 по 1951 рік. Як тільки Бок пробрався до професійних видань, він переїхав до Нью-Йорка і прожив там решту свого життя.
Протягом усього життя Бок глибоко цікавився астрологією, а також музикою фінського композитора Яна Сібеліуса, з яким Бок листувався. Наприклад, відомий примірник Бока «Жан Сібеліус: його життя та особистість» Карла Екмана [Knopf, 1938] анотований коментарями Бока та астрологічними картами. З роками Бок став схильним до розбіжностей з редакторами щодо грошей і художніх питань; він став замкнутим і містичним, заклопотаним окультизмом. Він шукав засобів до життя, часто перебуваючи в бідності, до самої смерті в 1964 році. Він помер, мабуть, від серцевого нападу (він «помер від голоду», за словами Акермана), у віці 49 років. ISFDB каталогізує лише кілька ілюстрацій інтер'єру 1956 року після березня 1954 року, його останню для Weird Tales, і лише дві ілюстрації обкладинки після січня 1957 року.

## Нагороди
- Премія Г'юго за найкращого виконавця обкладинок, 1953[9].

## Романи та повісті
- Скарбниця Ганнеса Бока, редакція та вступ Стівена Коршака, передмова Рея Бредбері (Андервуд-Мілер), 1993[10].

- Світ зоряного каменю (новела), Science Fiction Quarterly, літо 1942 р.; передруковано в The Fantastic Fiction of Hannes Bok, American Fantasy Press, 2020.
- Корабель чаклуна, повний роман у журналі Unknown, грудень 1942; перевидано як серія Ballantine Adult Fantasy м'яка обкладинка, 1969; передруковано в The Fantastic Fiction of Hannes Bok, American Fantasy Press, 2020.
- Жінка-лисиця та Блакитна пагода (посмертне завершення роману The Fox Woman А. Мерріта; також проілюстровано Боком), New Collectors Group, 1946.
- Чорне колесо (посмертне завершення роману А. Мерріта; також ілюстровано Боком), New Collectors Group, 1947.
- За Золотими сходами (подовжена версія новели «Блакитний фламінго» в журналі Startling Stories, січень 1948), серія Ballantine Adult Fantasy в м'якій палітурці, 1969; передруковано в The Fantastic Fiction of Hannes Bok, American Fantasy Press, 2020.